# Zwartzusters Edingen
Das Kongregation der Zwartzusters van Edingen (niederländisch: Schwarze Schwestern von Edingen) war eine der vielen Ordensgründungen des 19. Jahrhunderts. Sie sind nach ihrem Habit und nach dem Ort ihres Mutterklosters in Edingen benannt.

## Geschichte
Es wurde am 27. Mai 1857 durch zwei Zwarte Zusters van Dendermonde, nämlich Tecla van Samnergen und Coleta Borm, gegründet. Die Kongregation, welche sich am 7. März 1928 dem Augustinerorden anschloss, fusionierte, nach den Angaben des Symposiums der augustinischen Familie 1988, im Jahre 1950 mit zwei weiteren Kongregationen zu einer neuen Gemeinschaft, den Chanoinesses Hospitalièrs de S. Augustin. Demnach hätte es sich um die bischöfliche Kongregation des St. Nikolaus Hospital gehandelt, welches tatsächlich mit den Gasthuiszusters von Ath und Lessines fusionierten, jedoch bereits 1266 begründet wurden. Nach allem, was wir wissen, halten wir dieses jedoch für unwahrscheinlich, so dass es in dieser Zeit zwar tatsächlich zu einer Fusion mit einer anderen Kongregation gekommen ist, wir aber nicht wissen, mit welcher.